# Shubha Mudgal

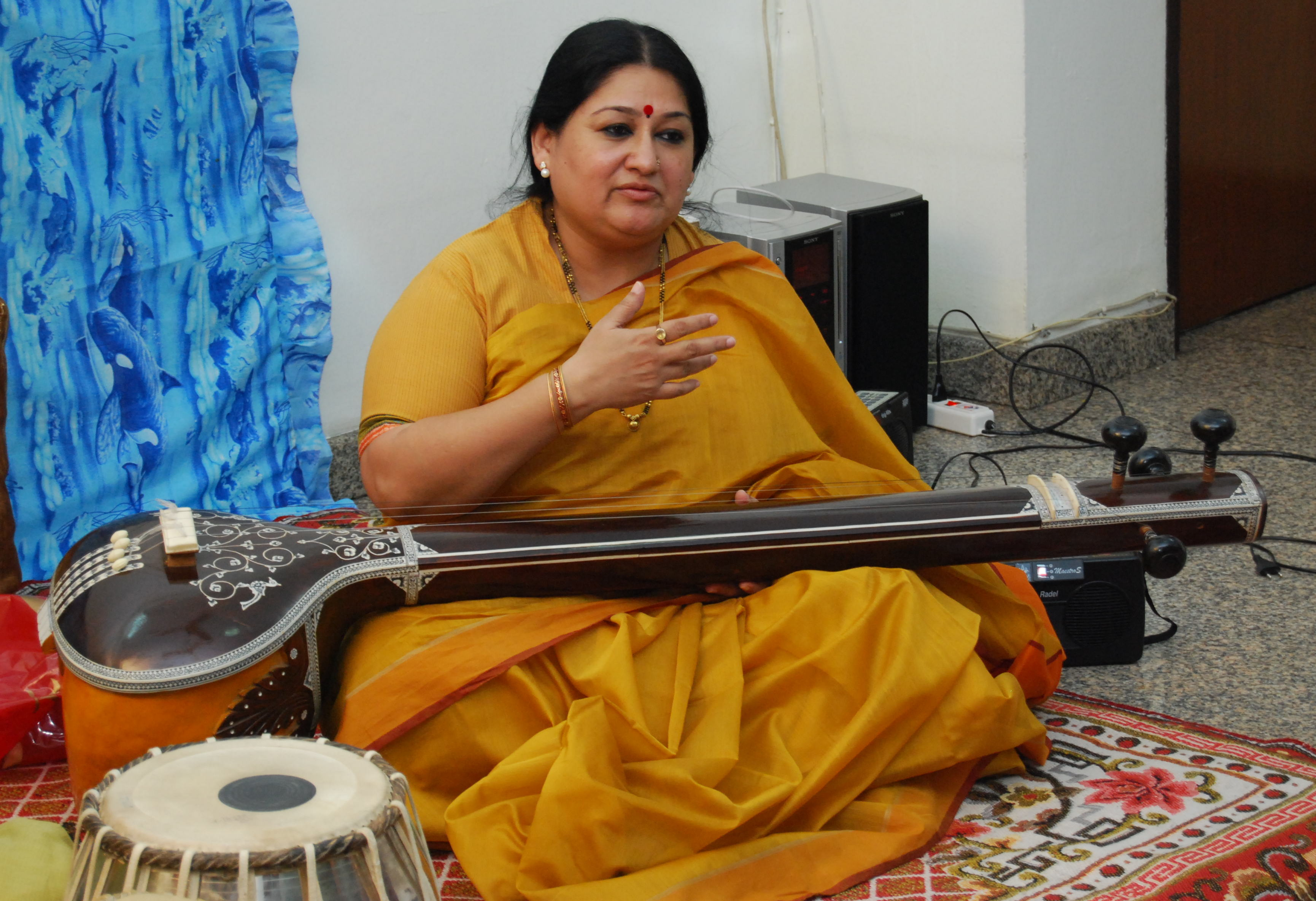

Shubha Mudgal, född 1959 i Allahabad i Indien, är en uppmärksammad sångare/interpreter, lyriker och kompositör inom klassisk indisk musik. Hon studerade för bl.a. Pandit Vinay Chandra Maudgalya, Pandit Jitendra Abhisheki, Pandit Kumar Gandharva, Ram Ashrey Jha och Vasant Thakar.
Shubha Mudgal framför traditionell indisk klassisk musik (till exempel raga), men på ett av sina första album (1985) framförde hon sofisk musik (bl.a. ghazal-sånger) vilket kritiserades av traditionella hindukretsar. Även på senare tid är hon inte främmande för genreöverskridande musik. Hennes album Ali More Angana (1996) och Ab Ke Sawan (1999) fick stor popularitet på diskotek även utanför Indien, det senare albumet är en samling moderna världsmusik schlager framförda av en klassiskt skolad indisk virtuosröst.
Shubha Mudgal skrev musiken till Mira Nairs film Kama Sutra. 